# يوميات طفل مستضعف: قواعد رودريك (فلم)
يوميات طفل جبان: قواعد رودريك (بالإنجليزية: Diary of a Wimpy Kid: Rodrick Rules) هو فيلم كوميدي تم إنتاجه في الولايات المتحدة وصدر في سنة 2011. الفيلم من إخراج ديفيد باورز وكتابة جابي ساشس. هذا هو الجزء الثاني في سلسلة أفلام يوميات طفل جبان. وهو من بطولة ديفون بوستيك وزاكاري جوردون وستيف زان وراشيل هاريس.

## القصة
تحكي القصة عن فتى المدرسة المتوسطه الذي يبداء بالنضوج والدخول إلى عالم المراهقين ومشاهده العالم من زاويه مختلفه. يقوم الفتى بكتابه يومياته بيمنا له اخ أكبر يضع بعض القواعد المفيده للمراهقين.. وكما نعلم هناك دائما فجوه مختلفه بين عالمي الأطفال والمراهيقن.. ستتفاجئ بدخولك العالم في البداية لكن الامر سيصبح ممتعا في كل مره تكتشفه.. هكذا فكر غريغ هيفلي

## الممثلون والشخصيات
- زاكاري جوردون (بدور: جريج)
- ديفون بوستيك (بدور: رودريك)
- ستيف زان (بدور: فرانك)
- راشيل هاريس (بدور: سوزان هيفلي)

## الميزانية والإيرادات
بلغت تكلفة إنتاج الفيلم حوالي 21 مليون دولار بينما حقق أرباحا تقدر بـ 87,378,502 دولار.

## وصلات خارجية
- مقالات تستعمل روابط فنية بلا صلة مع ويكي بيانات

1. ↑  "معلومات عن يوميات طفل مستضعف: قواعد رودريك (فيلم) على موقع isan.org". isan.org. مؤرشف من الأصل في 2019-12-15.
2. ↑  "معلومات عن يوميات طفل مستضعف: قواعد رودريك (فيلم) على موقع cine.gr". cine.gr. مؤرشف من الأصل في 2011-04-07.
3. ↑  "معلومات عن يوميات طفل مستضعف: قواعد رودريك (فيلم) على موقع the-numbers.com". the-numbers.com. مؤرشف من الأصل في 2019-12-15.